# Lazzaretto Nuovo

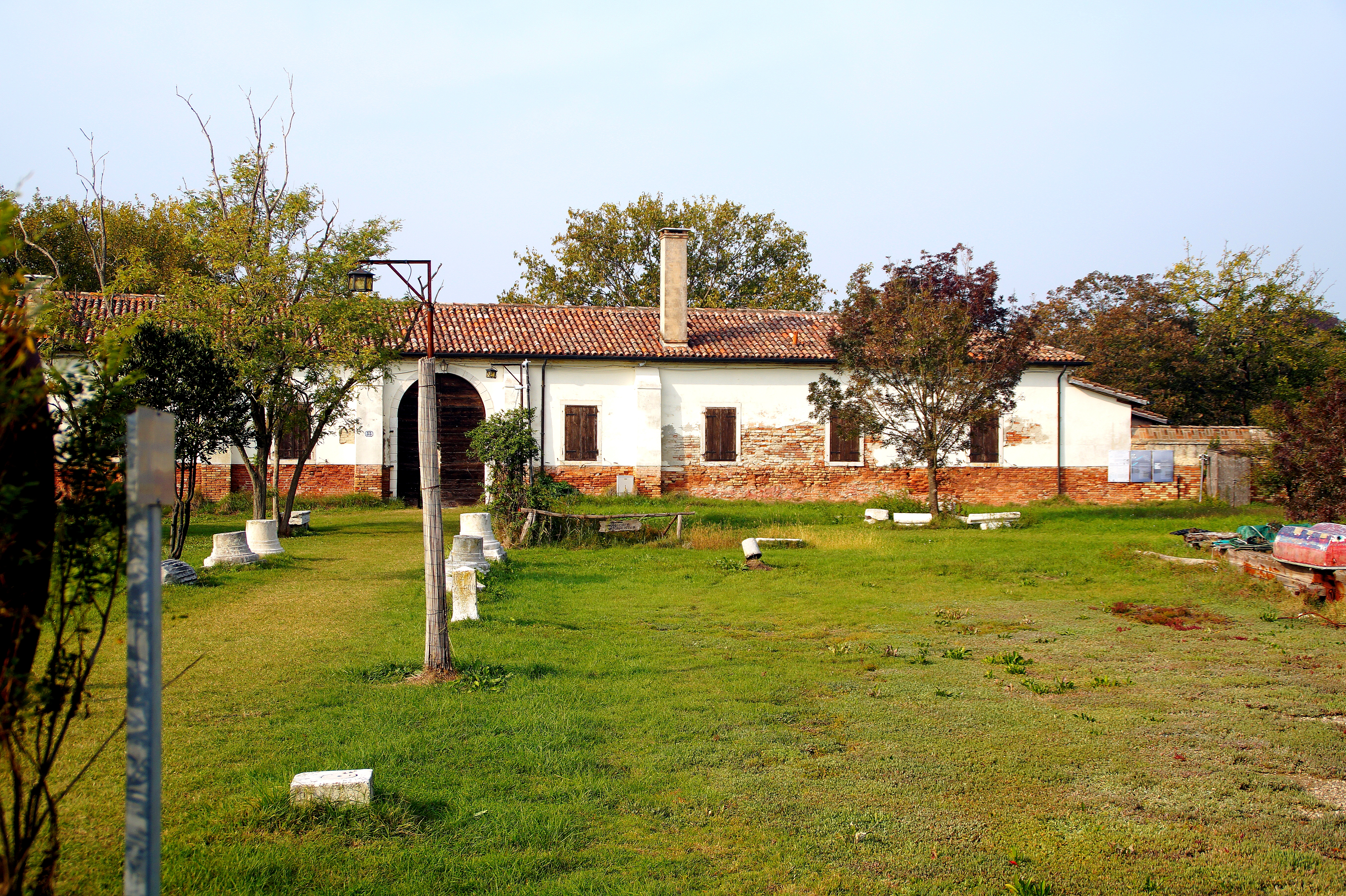
Lazzaretto Nuovo

Lazzaretto Nuovo  är ö i Venedigbukten i Italien, som har använts som karantänsstation.
Ön Vigna Murata ägdes från slutet av 1100-talet av benedektinerorden. Där uppfördes en klosterkyrka tillägnad Sankt Bartolomeus och bedrevs också saltframställning. Genom ett dekret av Republiken Venedigs senator utsågs den till plats för ett lasarett, en ö med en karantänsstation för att hindra smitta att föras in i Venedig. Som sådan var den först granskningsstation för importerat gods som bedömdes ha smíttorisk, Med pesten 1576 tog ön också emot personer att examineras. De som bedömdes vara smittade, överfördes till lasarettet på ön Lazzaretto Vecchio. 
Anläggningen byggdes ut och hade 1576 ett hundratal rum. Huvudbyggnaden, Tezon Grande från 1500-talet, är mer än hundra meter lång och var Venedigs näst största byggnad efter Arsenalens repslagarbana. 
Lazzaretto Nuovo upphörde som karantänsstation under 1700-talet. Under Napoleons regim, och senare under österrikiskt styre, användes ön för Venedigs fasta kustförsvar, “Le Fortificazioni". Tezon Grandes arkad murades till för att konvertera byggnaden till ett kruthus och de yttre murarna försågs med skottgluggar, vaktkurer och bastioner. Ön förbands med närliggande Sant Erasmo och till batteriet i Torre Massimiliana.
Ön användes därefter av den italienska armén till 1975. 